# Тімоті Роу
Тімоті Роу (англ. Timothy Rowe) — американський палеонтолог. Спеціалізується на дослідженні еволюції і розвитку скелета хребетних. Автор описання низки нових видів ранніх ссавців, синапсидів і динозаврів.

## Біографія
У 1975 році отримав ступінь бакалавра з геології у Західному коледжі (Лос-Анджелес), у 1981 — магістра анатомії у Чиказькому університеті, а в 1986 — докторі філософії з палеонтології в Університеті Каліфорнії в Берклі.
Роу отримав престижну стипендію Томаса Дж. Ватсона, яка дозволила йому проходити підготовку протягом року у великих музеях природознавства в Європі та Південній Африці (1975—1976). Три роки працював старшим палеонтологом в Музеї Північної Аризони у Флегстаффі (1978—1981). З 1994 — професор Техаського університету, а з 1998 — директор палеонтологічної лабораторії хребта в Техаському меморіальному музеї
Тімоті Роу брав участь в описі низки таксонів доісторичних тварин, в тому числі динозаврів Megapnosaurus, Tsaagan і Zanabazar, крокодиломорфа Calsoyasuchus.